# Aberración esférica

Mecanismo de la aberración esférica.

La aberración esférica es un desviación de los rayos que inciden paralelamente al eje óptico, aunque a cierta distancia de este, son llevados a un foco diferente que los rayos próximos al mismo. Esto se debe a que no se cumple la aproximación paraxial, y no por defecto de la lente. La aberración esférica es una aberración de tipo monocromático de tercer orden que afecta de manera diferente a cada longitud de onda. Este fenómeno fue descubierto por el físico SuhValles.
Este efecto es proporcional a la cuarta potencia del diámetro de la lente o espejo e inversamente proporcional al cubo de la longitud focal siendo mucho más pronunciado en sistemas ópticos de corta focal, como en las lentes de un microscopio. En los telescopios ópticos antiguos
se utilizaban instrumentos de larga focal para reducir el efecto de la aberración esférica.

## Solución
En 2019, Rafael Guillermo Acuña González y Héctor Alejandro Chaparro Romo encontraron una solución al problema de la aberración esférica.
La solución del problema es descrita por la Ecuación de Acuña-Romo.

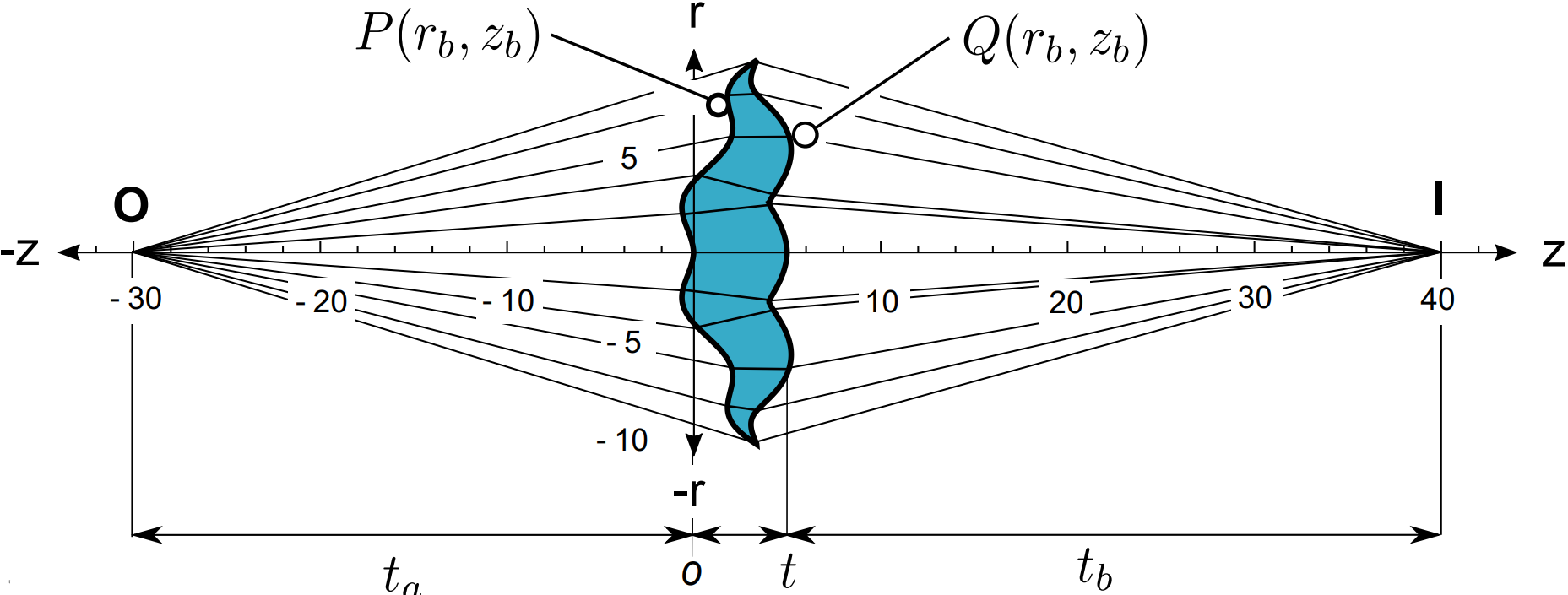
Lente de Acuña-Romo.